# 1999 FNS歌謡祭
『1999 FNS歌謡祭』（1999 エフエヌエスかようさい）は、フジテレビ系列で1999年12月2日 19:00 - 22:14（JST）に生放送された通算28回目の『FNS歌謡祭』。

## 概要
放送時間は19:00 - 22:14で、初めて3時間を突破した。それに伴い木曜劇場『危険な関係』以降の番組は20分繰り下げとなった。

## 当日のステージ
演歌・歌謡曲勢は五木ひろし、香西かおり、長山洋子の3人が出演した。
今回のトップバッターは番組初出演となる嵐が初めて担当して、自身のデビュー曲「A・RA・SHI」を披露した。
大トリでは五木ひろしが初めて担当して、「再り会い」を披露した。
ジャニーズ事務所からはSMAP、TOKIO、V6、KinKi Kids、嵐の5組が出演した。また、嵐は『FNS歌謡祭』に初出演となった。

## 出演者

### 司会
- 楠田枝里子
- 川端健嗣（当時：フジテレビアナウンサー）

### 出演アーティスト
- 安室奈美恵
- 嵐
- 五木ひろし
- Every Little Thing
- KinKi Kids
- GLAY
- 香西かおり
- 郷ひろみ
- the end of genesis T.M.R. evolution turbo type D[2]
- J-FRIENDS
- 鈴木あみ[3]
- SPEED
- SMAP
- TOKIO
- DREAMS COME TRUE
- 長山洋子
- 浜崎あゆみ
- Hysteric Blue
- V6
- 松田聖子
- MAX
- 観月ありさ
- モーニング娘。
- 野猿

太字は当年のNHK『第50回NHK紅白歌合戦』にも出場した歌手である。

### 音楽・演奏
- 武部聡志音楽団

## セットリスト
| 順番 | アーティスト                                     | 楽曲                     |
| ---- | ------------------------------------------------ | ------------------------ |
| 1    | 嵐                                               | A・RA・SHI               |
| 2    | 浜崎あゆみ                                       | appears                  |
| 3    | KinKi Kids                                       | フラワー                 |
| 4    | 長山洋子                                         | さだめ雪                 |
| 5    | 鈴木あみ                                         | HAPPY NEW MILLENNIUM     |
| 6    | モーニング娘。                                   | LOVEマシーン             |
| 7    | 松田聖子                                         | SWEET MEMORIES (1983)    |
| 8    | DREAMS COME TRUE                                 | LOVE LOVE LOVE (1995)    |
| 9    | SPEED                                            | White Love (1997)        |
| 10   | Every Little Thing                               | Get Into A Groove        |
| 11   | V6                                               | 太陽のあたる場所         |
| 12   | Hysteric Blue                                    | 春〜spring〜             |
| 13   | MAX                                              | 一緒に・・・             |
| 14   | TOKIO                                            | 愛の嵐                   |
| 15   | 観月ありさ                                       | Eternal Message          |
| 16   | the end of genesis T.M.R. evolution turbo type D | 雪幻-winter dust-        |
| 17   | GLAY                                             | Winter,again             |
| 18   | J-FRIENDS                                        | Next 100 Years           |
| 19   | 安室奈美恵                                       | SOMETHING 'BOUT THE KISS |
| 20   | 香西かおり                                       | 望郷十年                 |
| 21   | DREAMS COME TRUE                                 | SNOW DANCE               |
| 22   | 松田聖子                                         | 哀しみのボート           |
| 23   | 野猿                                             | 夜空を待ちながら         |
| 24   | SMAP                                             | Fly                      |
| 25   | 五木ひろし                                       | 再り会い                 |

## スタッフ
- 制作：井上信悟
- 構成：玉井貴代志
- 音楽：広瀬健次郎
- プロデューサー：水口昌彦、きくち伸
- 演出：
- 技術協力：八峯テレビ、共同テレビジョン、サンフォニックス、FLT、PRGアジア
- 協力：新高輪プリンスホテル、ハーフトーンミュージック
- 制作：フジテレビ制作2部
- 制作著作：フジテレビ